# Federația de Fotbal a Ciadului
Federația de Fotbal a Ciadului (franceză Fédération Tchadienne de Football) (FTFA) este forul ce guvernează fotbalul în Ciad. Se ocupă de organizarea echipei naționale și a campionatului.